# فن الحرب

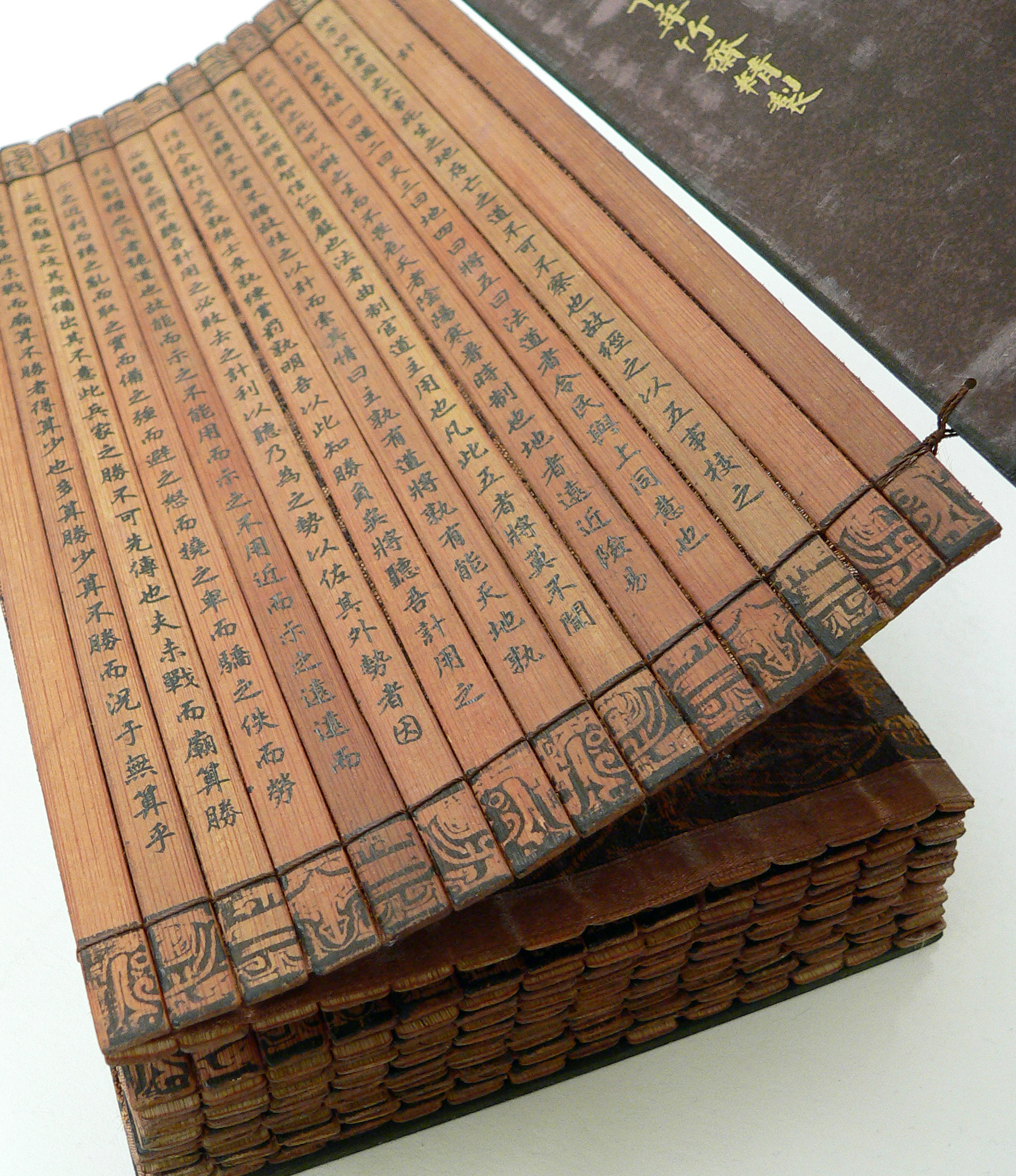
كتاب فن الحرب

فن الحرب (بالصينية: 孫子兵法) هو أطروحة عسكرية صينية كتبت أثناء القرن السادس قبل الميلاد من قبل سون تزو Sun Tzu. ويقع الكتاب في أكثر من 6000 مقطع ويضم 13 فصلا، كل فصل منها مكرس لأحد خصائص الحرب، اعتبر لفترة طويلة مرجعاً كاملاً للإستراتيجيات والوسائل العسكرية. حيث كان له تأثير ضخم على التخطيط العسكري. ترجم في أوروبا قبل مائتي سنة من قبل المنصر الفرنسي Amiot. الكتاب لعب دورا في التأثير على نابليون، والأركان العامة الألمانية، وحتى في تخطيط عملية عاصفة الصحراء. الكتاب كان ملهما لزعماء عالميين مثل ماو تسي تونج. ترجم الكتاب إلى 29 لغة أجنبية. هنالك أكثر من نسخة عربية، أهم مترجميها هم سمير الخادم مع مؤسسة دار الريحاني للطباعة والنشر، ومحمود حداد مع دار القدس.كتاب فن الحرب التي حرصت أمريكا على ان يحمله كل جندي ذهب إلى حرب الكويت عام 4 أغسطس 1990 لقراءته وتعلم منه إستراتيجية جديدة في الحرب.

## فصول الكتاب
1. وضع الخطط
2. شن الحروب
3. الهجوم المخادع
4. المناورات التكتيكية
5. استخدام الطاقة
6. الضعف والقوة
7. فن المناورة العسكرية
8. تنوع التكتيكات الحربية
9. الزحف
10. التضاريس
11. أنواع الأرض التسعة
12. الهجوم بالنار
13. توظيف الجواسيس

من أشهر مقولات سون: إن كنت تعلم قدراتك وقدرات خصمك، فما عليك أن تخشى من نتائج مئة معركة. وإن كنت تعرف قدرات نفسك، وتجهل قدرات خصمك، فلسوف تعاني من هزيمة ما بعد كل نصر مُكتسب. أما إن كنت تجهل قدرات نفسك، وتجهل قدرات خصمك.. فالهزيمة المؤكدة هي حليفك في كل معركة.